# 정한주
정한주(鄭漢株, 1928년 ~ 1994년 12월 2일)는 대한민국의 정치가이다.
경상북도 선산군에서 태어났다. 한국노총 위원장을 맡고 있던 1980년, 노동계 몫의 국가보위입법회의 입법의원이 되면서 정치권에 입문했다. 제5공화국에서 노동청이 노동부로 승격되면서 제2대 노동부 장관도 역임했다. 1987년 인천에 인항고등학교를 설립해 초대 이사장에 올랐다.

## 학력
- 경북대학교 교육학과 학사
- 연세대학교 경영대학원 경영학 석사 수료

### 비학위 수료
- 서울대학교 경영대학원 최고경영자과정 수료

### 명예 박사 학위
- 필리핀 마닐라 대학교 명예 공학박사

## 약력
- 국민학교 교사
- 전국항운노동조합연맹 이사장
- 한국노동조합총연맹 사무총장, 위원장
- 인하대학교 특임강사
- 노동부 장관
- 한국농수산물유통공사 이사장
- 한국법인 인항중고등학교 이사장
- 민주자유당 국책자문위원
- 제3대 문화교육위원

## 참고 자료
- “정한주”. 경기도의회. 2008년 2월 17일에 확인함.[깨진 링크(과거 내용 찾기)]
- “역대정부부처 장차관 - 노동부”. 동아일보. 2007년 8월 9일에 원본 문서에서 보존된 문서. 2008년 2월 17일에 확인함.

| 전임 권중동 | 제2대 노동부 장관 1982년 5월 21일 ~ 1985년 2월 19일 | 후임 조철권 |